# Melogale
Pour les articles homonymes, voir Blaireau (homonymie).
Helictidinae · Blaireaux-furets, Hélicres
Sous-famille
Genre
Melogale est un genre de mammifères Mustélidés qui regroupe les blaireaux-furets ou hélicres, des espèces proches à la fois des blaireaux et du furet. Elles sont tous originaires d'Asie. C'est le seul genre de la sous-famille des Helictidinae,.
Ce genre a été décrit pour la première fois en 1831 par le zoologiste français Isidore Geoffroy Saint-Hilaire (1805-1861). Les espèces ont presque toutes été décrites au cours du XIXe siècle, mais en 2011, une nouvelle espèce a été découverte au Vietnam, ce qui est extrêmement rare pour un mammifère de cette taille. 

## Liste des espèces
Selon BioLib (23 septembre 2021) et ITIS (23 septembre 2021) :
- Melogale cucphuongensis Nadler, Streicher, Stefen, Schwierz & Roos, 2011 - Blaireau-furet du Cuc Phuong[4]
- Melogale everetti (Thomas, 1895) — Blaireau-furet d'Everett[réf. souhaitée]
- Melogale moschata (Gray, 1831) — Blaireau-furet de Chine[8],[1]
- Melogale orientalis (Horsfield, 1821) — Blaireau-furet de Java[8]
- Melogale personata I. Geoffroy Saint-Hilaire, 1831 — Blaireau-furet de Birmanie[8],[1].

## Classification
Le nom valide complet (avec auteur) de ce taxon est Melogale I.Geoffroy Saint-Hilaire, 1831.
Melogale a pour synonymes :
- Helictes Gray, 1847
- Helictis Gray, 1831
- Nesictis Thomas, 1922
- Rhinogale Gloger, 1841